# Eviota santanai
Eviota santanai ist ein sehr kleiner Meeresfisch aus der Familie der Grundeln (Gobiidae). Er wurde erst im Dezember 2013 beschrieben und ist bisher nur von der Nordküste Osttimors aus dem Gebiet des Nationalpark Nino Konis Santana bekannt. Eviota santanai wurde zu Ehren von Nino Konis Santana benannt, einem Kämpfer für die nationale Unabhängigkeit des lange Zeit von Indonesien besetzten Landes.

## Merkmale
Die für die Erstbeschreibung untersuchten vier Exemplare von Eviota santanai hatten Körperlängen von 10,7 bis 12,8 Millimetern und wie alle Eviota-Arten einen mäßig langgestreckten Körper mit einem abgerundeten Kopfprofil. Eviota santanai hat einen weißlich-transparenten Kopf und Körper, sowie sechs pink- bis malvenfarbene, senkrechte Streifen auf den Körperseiten, von denen die ersten beiden am breitesten sind. Der Körper ist mit Kammschuppen bedeckt. Kopf, Nacken und Brustflossenbasen sind schuppenlos. Die Brust ist schuppenlos oder hat nur wenige, in der Haut eingebettete Schuppen. In der mittleren Längsreihe an den Körperseiten zählt man 24 Rundschuppen, in einer Querreihe sieben Schuppen. Die dreieckige Rückenflosse wird von sechs bis sieben Hart- und acht Weichstrahlen gestützt. Bei der Afterflosse sind es ein Hart- und acht Weichstrahlen. Mit Ausnahme des ersten sind alle Rücken- und Afterflossenstrahlen verzweigt. Die Brustflossen haben 16 Flossenstrahlen, von denen einige untere verzweigt sind. Die Bauchflossen sind getrennt und haben einen Hart- und vier Weichstrahlen. Der fünfte fehlt oder ist nur noch rudimentär vorhanden und dann unverzweigt. Die Schwanzflosse hat 17 segmentierte Flossenstrahlen, von denen elf verzweigt sind. Das Maul steht schräg, in einem Winkel von 45° zur Längsachse des Körpers. Der Unterkiefer steht nicht vor. Im Oberkiefer stehen die Zähne in zwei oder mehr Reihen. Im Unterkiefer finden sich ein bis drei gebogene Fangzähne in der innersten Reihe direkt hinter der Unterkiefersymphyse. Die für die Erstbeschreibung untersuchten Exemplare von Eviota santanai wurden in Wassertiefen von fünf bis acht Metern gefangen.

## Quelle
- Greenfield, D.W. & Erdmann, M.V. (2013): Eviota santanai, a new Dwarfgoby from Timor-Leste (Teleostei: Gobiidae). Zootaxa, 3741 (3): 593–600. doi:10.11646/zootaxa.3741.4.9